# Szwajcaria Kaszubska

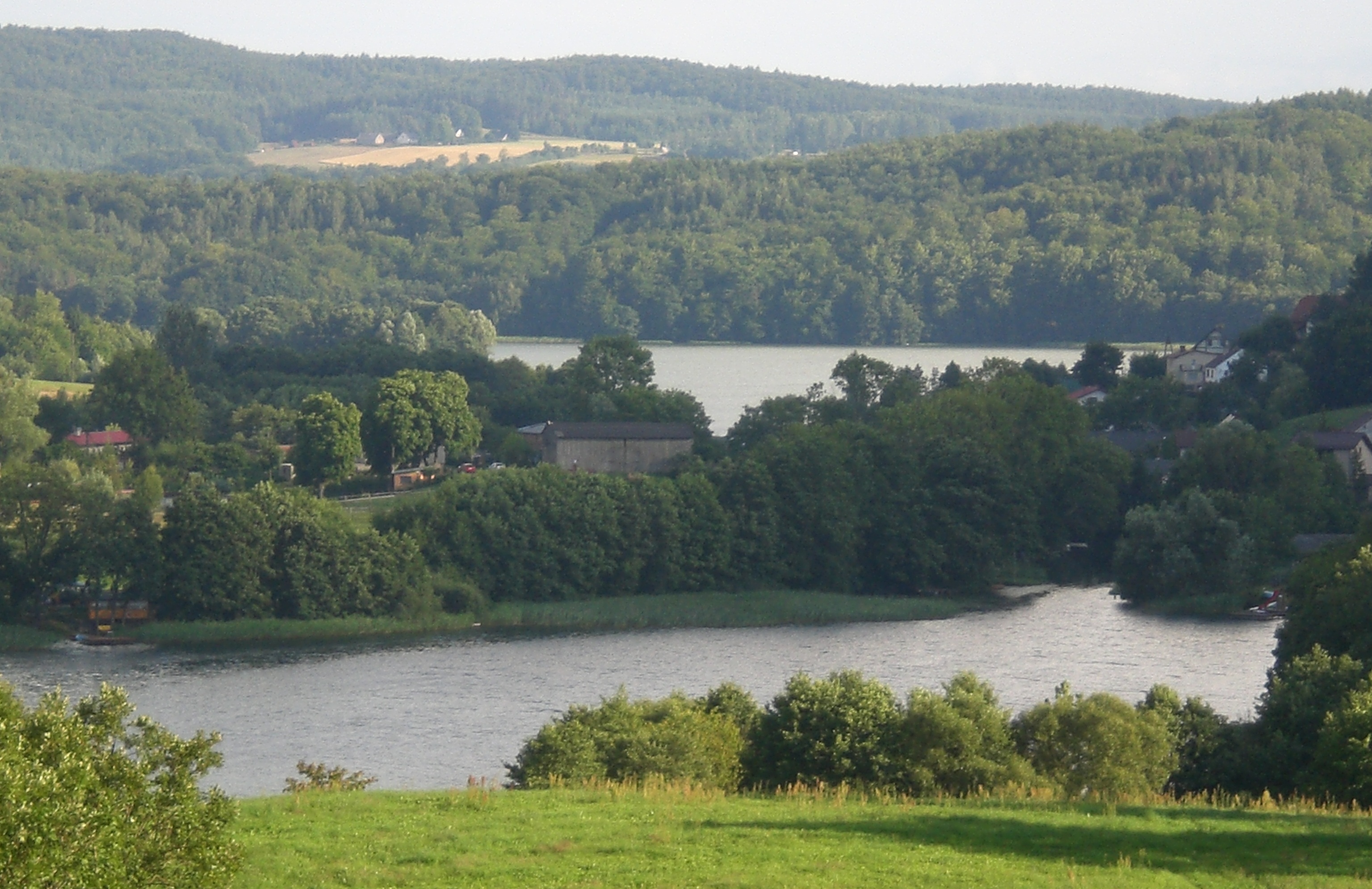
Brodnica Dolna na terenie Szwajcarii Kaszubskiej

Szwajcaria Kaszubska (kaszb. Kaszëbskô Szwajcariô) – potoczna nazwa centralnej, najwyżej położonej części Pojezierza Kaszubskiego. Na jej obszarze wznosi się najwyższe wzniesienie Niżu Polskiego – Wieżyca (329 m n.p.m.).
Główne rzeki: Radunia, Łeba, Słupia, Wierzyca.
Jedynym miastem są położone na wschodnim skraju Kartuzy. Początkowo nazwa dotyczyła jedynie najbliższych okolic miasta. Współcześnie obejmuje powiat kartuski oraz kościerski. Rozciąga się od Parchowa na zachodzie do Żukowa na wschodzie oraz od Kamienicy Królewskiej i Mirachowa na północy po Kościerzynę na południu.
Przez obszar Szwajcarii Kaszubskiej prowadzą  Szlak Kaszubski oraz Droga Kaszubska.